# Matt Harpring
Matthew Joseph Harpring (* 31. März 1976 in Cincinnati, Ohio) ist ein ehemaliger amerikanischer Basketballspieler, der zwischen 1998 und 2009 in der NBA aktiv war.

## Werdegang
Nachdem Matt Harpring vier Jahre als Starter für die Georgia Tech Yellow Jacket gespielt hatte, wechselte er 1998 ins Profilager. Bei der jährlichen Talenteauswahl wurde Harpring an 15. Stelle von der Orlando Magic verpflichtet. In seiner Rookie-Saison startete Harpring in 22 von 50 Spielen und erzielte 8,2 Punkte und holte 4,3 Rebounds pro Spiel. Für diese Leistung wurde er ins NBA All-Rookie First Team gewählt.
In der Saison 1999–00 spielte Harpring nur vier Spiele, bevor er Verletzungsbedingt für den Rest der Saison ausfiel. Im Jahr 2000 folgte ein Wechsel zu den Cleveland Cavaliers. Bei den Cavaliers erzielte Harpring als startender Small Forward 11,1 Punkte und 4,3 Rebounds in 56 Spielen. 2001 folgte der Wechsel zu den Philadelphia 76ers, wo er in allen 81 Spielen startete und 11,8 Punkte sowie 7,1 Rebounds auflegte.
2002 wechselte Harpring als Free Agent zu den Utah Jazz, wo er den zuvor abgewanderten Donyell Marshall auf der Small Forward-Position beerben und die Jazz-Stars Karl Malone und John Stockton entlasten sollte. Harpring spielte 2002–03 die beste Saison seiner Karriere. Er erzielte 17,6 Punkte, 6,6 Rebounds, traf 51,1 % aus dem Feld, sowie 41,3 % von der Dreierlinie. Bei der Wahl zum Meist verbesserter Spieler der Saison landete er auf den zweiten Platz.
Nachdem 2003 Stockton zurücktrat und Malone zu den Lakers wechselte, ernannte Trainer Jerry Sloan Harpring zum neuen Kapitän der Mannschaft. Harpring verletzte sich jedoch schwer, so dass er nur 31 Spiele absolvieren konnte. Mit 16,2 Punkten pro Spiel, war Harpring Utahs Scoringleader der Saison.
Mit der Verpflichtung von Carlos Boozer und Mehmet Okur sowie der Tatsache, dass Andrei Kirilenko sich während Harprings Verletzung zum All-Star entwickelte, verlor Harpring nach seiner Genesung seinen Stammplatz. Trotz alledem wurde er von Trainer Sloan für seine harte Verteidigung und Cleverness sehr geschätzt, so dass er in den letzten Jahren überwiegend als Bester Sechster Mann von der Bank kam.
2009 wurde Harpring gemeinsam mit Eric Maynor für die Draftrechte an Peter Fehse zu den Oklahoma City Thunder getradet, für die er jedoch nie auflief. In seiner elfjährigen Karriere erzielte Harpring 11,5 Punkte, 5,1 Rebounds sowie 1,4 Assists pro Spiel.
Aktuell ist er als Spiele-Analyst bei NBA-TV beschäftigt sowie gelegentlich als Color-Kommentator bei Spielen der Utah Jazz.